# Jean-Jacques Goldman
Pour les articles homonymes, voir Jean-Jacques Goldman (album) et Goldman.
Jean-Jacques Goldman (prononcé : [ʒɑ̃ ʒak ɡɔldˈman]), né le 11 octobre 1951 dans le 19e arrondissement de Paris, est un auteur-compositeur-interprète français, producteur et guitariste soliste de variété et de pop rock principalement.
Après avoir joué dans le groupe des Red Mountain Gospellers, il en fonde un autre, « The Phalansters », puis intègre Taï Phong en 1975, grâce à « des capacités vocales dans les aigus, qui collent tout à fait à leur musique ». Passionné par le travail en studio et chantant en anglais, le groupe sort son premier album en 1975, marqué par le titre Sister Jane. Il rencontre le Franco-Gallois Michael Jones venu le remplacer quand le groupe part en tournée.
Toutefois, c'est fondamentalement sa carrière solo qui lui permet de s'imposer comme l'un des chanteurs les plus populaires de sa génération, avec des titres comme Il suffira d'un signe (1981), Quand la musique est bonne (1982), Je te donne (1985) ou Là-bas (1987). De 1990 à 1995, il fait partie du trio Fredericks Goldman Jones avec Michael Jones et l'Américaine Carole Fredericks, avant de reprendre une carrière solo, qu'il interrompt en 2002.
Au total, il a vendu, selon les différentes sources, de 28,5 millions à plus de 30 millions de disques en son nom propre. Tous ses albums studio (neuf) et en public (six) parus à partir du début des années 1980 ont au moins la certification platine (300 000 exemplaires) en France. Huit de ses albums ont été certifiés diamant (soit plus d'un million d'exemplaires chacun) : sept albums studio (dont deux sous le nom de Fredericks Goldman Jones) et une compilation. C'est un record en France, qui tient toujours en 2025. Huit de ses singles sont certifiés or, dont sept sortis dans les années 1980 pour plus de 500 000 exemplaires chacun. Trois autres titres des années 1980 sont certifiés argent (plus de 250 000 exemplaires chacun). La chanson Je te donne, sortie en 1985, est son plus gros succès commercial en France avec une certification platine (plus d'un million d'exemplaires vendus).
En plus de ses propres chansons, Jean-Jacques Goldman écrit et compose pour de nombreux autres artistes, parmi lesquels Johnny Hallyday (albums Gang et Lorada) et Céline Dion (plusieurs collaborations dont D'eux, l'album francophone le plus vendu à ce jour), mais aussi pour des bandes originales de films et génériques d'émissions télévisées.
Jean-Jacques Goldman s'est aussi considérablement engagé auprès d'œuvres humanitaires ou caritatives, notamment Les Restos du cœur, via Les Enfoirés dont il est l'un des fondateurs. Parrain pendant six ans, il est membre jusqu'en 2016, année durant laquelle il annonce son retrait de la troupe.
Des sondages publiés dans Le Journal du dimanche et Le Parisien,, l'ont désigné à quatorze reprises personnalité préférée des Français, jusqu'à deux décennies après qu'il eut mis un terme à sa carrière musicale en 2004. Au cours des années 2000, il avait en particulier demandé à être retiré de la liste, par respect pour l'abbé Pierre, longtemps en tête de ce classement, auquel il succède à nouveau de juillet 2013 à janvier 2016, puis de décembre 2017 à décembre 2024,,,,.

## Biographie

### Famille et formation
Jean-Jacques Goldman naît à Paris dans le 19e arrondissement de Paris, troisième d'une famille de quatre enfants. Sa mère, Ruth Ambrunn (1922-2008), est juive allemande ; son père, Alter Mojsze Goldman (1909-1988), né à Lublin (Pologne), est un juif polonais communiste qui il a participé à la Résistance pendant la Seconde Guerre mondiale. Son frère cadet Robert, né en 1953, est auteur-compositeur sous le pseudo J.Kapler.
À sa naissance, il est élevé avec son demi-frère aîné Pierre Goldman, et sa sœur Évelyne, née en 1950, futur médecin, dans l'appartement du 20e arrondissement de Paris.
Alors que ses parents tiennent un magasin d'articles de sport à Montrouge, dans le cadre de la franchise Sport 2000, il passe une enfance assez heureuse mais solitaire, puis s'ouvre aux autres dans un groupe parisien des Éclaireuses Éclaireurs de France, association laïque du scoutisme français, qu'il fréquente pendant dix ans,. De 1958 à 1968, il prend des cours de piano puis de violon, mais il est surtout passionné par la guitare, découverte au coin du feu chez les Éclaireurs. Par la suite, Jean-Jacques Goldman sera plutôt habitué à jouer avec des guitares de type Gibson SG.
Revenu en France, Pierre Goldman commet trois attaques à main armée, qu'il a reconnues, lui valant une condamnation à douze ans de réclusion. Il est par ailleurs condamné à perpétuité en 1974 pour le double meurtre de la pharmacie du boulevard Richard-Lenoir en décembre 1969. Lors d'un premier procès au cours duquel « dans les travées, toute la famille se tenait par le bras, comme dans une manif ». Jean-Jacques lui rend visite à la prison de Fresnes, ne partageant pas les idées de ses amis, mais « tous s’entendent bien ».
Jean-Jacques, lui, n'est qu'un collégien médiocre au collège du Haut-Mesnil à Montrouge puis, à partir de 1966, au lycée parisien François-Villon, mais surprend en décrochant son baccalauréat D avec mention en 1969. Il intègre ensuite les classes préparatoires économiques et commerciales, où il réussit en 1970 le concours de l'EDHEC, dont il sort diplômé en 1973. En parallèle, il suit deux années d'études en faculté de sociologie et revient à Paris en 1973 avec deux diplômes, celui de l'EDHEC et la licence de sociologie. Au cours de ses années d'études, il visite la Suède (1971), la Turquie (1972), puis le Canada, les États-Unis et le Mexique (1973), se présentant comme un « hippie à traveller's chèques ».
Avec son frère Robert, qui est d'ailleurs devenu son manager, il fonde, le 30 septembre 1980, la maison de production JRG.

### Vie privée
Jean-Jacques Goldman se marie le 7 juillet 1975 avec Catherine Morlet, avec laquelle il a trois enfants : Caroline (1975), Michael (1979) et Nina (1985). Caroline devient psychologue pour enfants, comme sa mère ; Michael Goldman est, depuis 2007, cofondateur et président du label My Major Company et Nina est pédiatre.
Divorcé en 1997, il se remarie en octobre 2001 avec une fan, Nathalie Thu Huong-Lagier, née en 1979, franco-vietnamienne, alors étudiante en mathématiques. Elle obtient l'agrégation de mathématiques en 2003, puis un doctorat de mathématiques pures en juin 2007. Ils ont trois filles : Maya (2004), Kimi (2005) et Rose (2007). Nathalie étant originaire de Marseille, le couple s'installe dans un appartement à Plan-de-Cuques, et, à partir de 2011, dans une villa du Roucas-Blanc, un quartier chic de la cité phocéenne.
En octobre 2016, ils s'installent dans une maison d’une banlieue résidentielle de Londres.
Il est de retour à Marseille avec sa famille depuis début 2021.

## Carrière

### Premiers groupes
À quatorze ans, Jean-Jacques Goldman entre dans la chorale de l'église de Montrouge, les « Red Mountain Gospellers » (traduction littérale de « chanteurs de gospel de Montrouge »), formation musicale dans laquelle il joue du tout nouvel orgue numérique acquis par la paroisse et s'impose rapidement comme le leader. Deux ex des « Red Mountain Gospellers » rejoindront les Gibson Brothers, qui auront un énorme succès disco à la fin des années 1970
.
Ses premiers pas dans un studio d'enregistrement se font en 1966, au sein de ce groupe paroissial constitué de sept membres. Le disque est auto produit par le père Dufourmantelle, prêtre et directeur de la chorale et vendu à la sortie de la messe. Les Red Mountain Gospellers enregistrent un 45 tours de gospel complété d’une reprise de Donovan : Colours. Jean-Jacques, qui a alors 18 ans, y joue de la guitare, de l'harmonica et de l'orgue. Il existe 1 000 exemplaires de ce 45 tours collector, coté 800 euros en 2014.
Dans ses années lycée, Jean-Jacques Goldman découvre le rock et les protest songs de Bob Dylan. Il joue comme guitariste dans plusieurs groupes dans les bals et les discothèques. Il fonde alors « The Phalansters » dont le nom lui est inspiré par les travaux du philosophe Charles Fourier. Alex et Chris Gibson (futurs Gibson Brothers) en font partie. Le groupe se produit même au Golf-Drouot, tremplin du rock français, mais en 1971 le groupe ne survit pas au départ de Jean-Jacques pour Lille où il intègre l'EDHEC. À cette époque, il se produit dans des foyers d'étudiants et des MJC, interprétant des chansons d'Elton John, du folk et du blues. Avec Dominique Proust, ami de jeunesse, il anime les bals, alternant rocks et slows, avec l'objectif de faire transpirer les danseurs car ils sont rémunérés selon la recette du bar.

### Taï Phong et débuts difficiles en solo
En 1975, après avoir effectué l'année précédente son service militaire dans l'armée de l'air, sur la base de Villacoublay, Jean-Jacques Goldman rejoint le groupe Taï Phong, participant à trois albums, dans un style progressive rock, avec des textes en anglais (il signe notamment celui de Going away sur le premier, préfigurant sa prédilection pour le thème des départs). Au départ, il ne devait pas chanter avec le groupe, mais remplace le chanteur, alors malade. Le succès est bientôt au rendez-vous avec la chanson Sister Jane, mixée par Andy Scott, tirée du premier album du groupe.
En 1976, après avoir assisté à un concert de Léo Ferré, il déclare :

« Et là, je me suis retrouvé cloué sur ma chaise. Je n'ai pas compris ce qui m'arrivait. Et puis j'ai compris que c'était possible en français, qu'il y a des mots qui peuvent tuer. Il m'a vraiment eu. Il est inhumain. Devant Ferré, qui que tu sois, tu es un petit garçon. Tous les mots comme poésie, mysticisme, dont quinze ans d'Éducation nationale avaient réussi à me dégoûter, je les ai compris. La force des mots, le choc des notes ! »

Il est alors persuadé que l’on peut chanter en français et sort un premier 45 tours en solo qui contient deux titres : C'est pas grave papa et Tu m'as dit, qui passent inaperçus.
En 1977, il sort un deuxième 45 tours comprenant Les Nuits de solitude et Jour bizarre, sans plus de succès.
En 1978, Goldman ne souhaitant pas participer à une tournée de Taï Phong, c’est un nouveau musicien qui est engagé pour le remplacer : Michael Jones (avec qui Goldman collaborera souvent par la suite). Il sort en revanche un troisième 45 tours en solo avec Back to the City again et Laëtitia ; les ventes restent médiocres mais le disque obtient une première recension favorable dans la presse spécialisée.
En 1979, Taï Phong se sépare. « Le groupe s’est arrêté parce que les groupes, ça meurt » déclare Goldman.

### Premiers succès (1981-1984)
L'éditeur Marc Lumbroso repère Jean-Jacques Goldman en 1979 et démarche les maisons de disques pour placer ses chansons en tant qu'auteur-compositeur. L'échec est sans appel et Goldman racontera plus tard être devenu chanteur par obligation. En 1981, Lumbroso parvient à lui faire signer un contrat pour cinq albums avec le label Epic. Goldman sort son premier album solo ; il souhaitait l'appeler Démodé (qui deviendra son titre officieux), mais la maison de disques ayant refusé ce titre peu avenant, celui-ci est distribué sans titre, portant seulement le nom du chanteur sur la pochette.
C'est avec la chanson Il suffira d'un signe que Goldman commence à connaître le succès, le single se vendant à 500 000 exemplaires dans l'année. Le second extrait de l'album, Quelque chose de bizarre, sera toutefois un échec commercial. Le chanteur envisage encore de tenir le magasin familial Sport 2000 avec son frère Robert en cas de nouvel échec, et continue à y travailler jusqu'en décembre 1982.
En 1982, sa maison de disques, Epic, presse Jean-Jacques Goldman de sortir un autre album ; celui-ci est à nouveau sans titre, la maison de disques ayant refusé celui voulu par le chanteur, Minoritaire (qui deviendra de même le titre officieux), car « pas assez positif ». Avec des succès comme Quand la musique est bonne, Comme toi, Au bout de mes rêves ou encore Je ne vous parlerai pas d'elle, l'album est un succès et se vendra sur la durée à plus de 900 000 exemplaires (certifié triple platine 19 ans après sa sortie).
Fort de ce succès confirmé, il persévère et enregistre son troisième album, qui sort cette fois avec un titre officiel : Positif, choisi par le chanteur en réaction au refus des titres des deux premiers albums jugés « négatifs ». L'album, qui contient les tubes Encore un matin, Envole-moi et Long Is the Road (Américain), est à nouveau un succès et se vend sur la durée à plus d'un million d'exemplaires : il est certifié diamant en 1995, onze ans après sa sortie.
Pour sa tournée, il fait appel à un musicien qu’il connaît bien : Michael Jones. C’est à partir de ce moment que la complicité entre les deux artistes commence réellement, alors que les deux se connaissaient depuis les années Taï Phong. En effet, Goldman ne voulait pas quitter son travail pour partir en tournée avec le groupe et c'est Jones qui l'a remplacé après les auditions.
Le succès populaire de Jean-Jacques Goldman à cette époque est contemporain de celui de Renaud, France Gall, Michel Berger, et surtout celui de Daniel Balavoine (L'Aziza, Sauver l'amour, Le Chanteur) et de Gold (Plus près des étoiles, Capitaine abandonné, Laissez-nous chanter et Calicoba) qui comme lui montent dans les aigus. Présenté comme un « Balavoine enrhumé », Goldman est ainsi raillé pour sa « voix de castrat endimanché » et particulièrement visé par le critique Patrice Delbourg.

### Un chanteur qui compte (1985-1989)
En 1985, le titre Je marche seul atteint la deuxième place du Top 50 et annonce un nouvel album, intitulé Non homologué. Cet album, vendu à 1,3 million exemplaires, contient son plus gros succès, Je te donne, un duo avec Michael Jones, mêlant des paroles en français et en anglais. La chanson reste huit semaines au sommet du Top 50. Pas toi, autre succès (classé no 5), figure aussi sur cet album qui contient d'autres chansons comme La Vie par procuration et Famille.
La tournée qui s'ensuit débute par une polémique, lancée le 5 décembre 1985 par le journaliste Patrice Delbourg, qui titre dans L'Événement du jeudi : « Jean-Jacques Goldman est vraiment nul : l'art de faire le plein avec du vide ». Il traite l'idole des jeunes de « chantre mou », lui reprochant son absence de culture musicale comparé à Étienne Daho ou aux Rita Mitsouko. Cultivant son goût pour l'autodérision féroce, le chanteur se paye une pleine page le 5 décembre 1985 dans Libération et France-Soir, présentant un florilège de ses mauvaises critiques, de L'Express à Rock & Folk, en passant par le journal suisse 24 Heures et les quotidiens régionaux français Nord Littoral et La République du Centre celle de Patrice Delbourg étant intégralement reproduite et occupant la majeure partie de l'espace, le chanteur concluant par un message destiné à ses fans : « Merci d'être venus quand même… ».
Cette tournée entraîne la sortie du premier album enregistré en public de l'artiste, En public. Le succès de l'album est porté par le simple La Vie par procuration, lequel s'impose comme le premier titre enregistré en public à atteindre les sommets du Top 50, se classant deuxième. C'est au cours de cette tournée que l'on découvre Carole Fredericks, alors choriste de studio (elle donne notamment de la voix sur Long is the Road (Américain)). En public est certifié triple platine en 1995, pour 900 000 ventes.
Jean-Jacques Goldman écrit et compose entièrement l’album Gang, interprété par Johnny Hallyday et sorti en décembre 1986. Plusieurs titres de l’opus deviennent des tubes et pour plusieurs d'entre eux des titres majeurs du répertoire du chanteur : Je t'attends, J'oublierai ton nom, Je te promets, Laura et L'Envie.
En novembre 1987 sort le double album Entre gris clair et gris foncé, précédé par le tube Elle a fait un bébé toute seule (no 2 du Top 50). Goldman reprend contact avec Andy Scott pour en assurer la coproduction, et ce dernier le suit pour le reste de sa carrière. Porté par des gros succès comme Là-bas, en duo avec Sirima (no 2), et Puisque tu pars (no 3), et par des succès plus mineurs comme C'est ta chance (no 16), l'album se vend à plus de 2 millions d'exemplaires.
Goldman et Sirima enregistreront deux ans plus tard un duo en anglais, I Need To Know, paru sur l'unique album de Sirima.
À la suite de la tournée Entre gris clair et gris foncé, au cours de laquelle Jean-Jacques Goldman met en avant ses musiciens, il publie l'album live Traces, précédé par le single Il changeait la vie, et enchaîne avec la création de l'album suivant.

### Période Fredericks Goldman Jones (1990-1994)
Lors du processus de création de l'album, ce sont des chansons à plusieurs voix qui s'imposent naturellement. En 1990, débute une nouvelle phase dans la carrière de l'artiste : il s'entoure de ses amis Carole Fredericks et Michael Jones, et publie un premier album avec leurs noms, Fredericks Goldman Jones (simplement dans l'ordre alphabétique, dans une volonté de ne pas se mettre en avant), qui devient par extension le nom du trio. Le titre initialement envisagé était Récréation, à entendre sous la sonorité « Re-création ». L'album, qui contient des succès comme Nuit, À nos actes manqués et Né en 17 à Leidenstadt ainsi que Un, deux, trois ou encore C'est pas d'l'amour, se vend à plus de 2 millions d'exemplaires.
En 1993, paraît l'album Rouge. Le trio profite de la chute du rideau de fer pour enregistrer une partie de son album à Moscou. Outre la chanson titre, l'album contient les chansons Juste après et Fermer les yeux, et se vend à près de 1,3 million d'exemplaires.
Les tournées du trio Fredericks Goldman Jones alternent des concerts devant plusieurs milliers de personnes au Zénith de Paris et d'autres avec seulement une petite centaine de spectateurs dans des salles de la métropole française. L'enregistrement qui suit cette deuxième tournée du groupe donne naissance à l'album Du New Morning au Zénith, retraçant les ambiances bien différentes des spectacles.

### Collaborations, notamment avec Céline Dion (1994-1997)
En 1995, c'est sa première collaboration avec Céline Dion pour D'eux : Jean-Jacques Goldman va chercher Céline Dion ; il est sensible à la voix puissante de la chanteuse.
En 1997, il cosigne Aïcha, le tube de Khaled. Puis collabore à nouveau avec Patricia Kaas.
En 1998, il signe la quasi-totalité des titres du nouvel album de Céline Dion S'il suffisait d'aimer.

### Derniers albums (1997-2002)
Après avoir sorti en 1996 une compilation regroupant ses titres en solo des années 1980 les plus notables, Singulier (autre album certifié diamant), Jean-Jacques Goldman revient en 1997 à des mélodies brutes, acoustiques et blues pour son nouvel album solo, En passant. L'album, comme les précédents, connaît à nouveau un grand succès (certifié diamant pour plus d'un million de ventes) avec des chansons comme Sache que je, On ira, Bonne idée, Quand tu danses et Le Coureur. Album résolument intimiste, il traite en partie des thèmes de l'existence et de l'amour (il s'est séparé de sa première épouse ce qui se ressent dans certains textes empreints d'amertume), et comporte quelques allusions personnelles (rares chez Goldman) comme dans Les Murailles ou Quand tu danses.
La tournée qui suit est, elle aussi, beaucoup plus intimiste et plus acoustique que la précédente.
En 2001, Jean-Jacques Goldman se veut « musicien pour les pieds » ; en d'autres termes, un auteur de chansons faites pour danser. L'album acoustique aux percussions plus recherchées qu'était En passant fait alors place à un disque très simple musicalement, mais avec des arrangements différents pour chaque chanson, chaque nouvelle danse. Zouk, gigue, disco côtoient les traditionnelles ballades du chanteur. L'album se vend à 1,6 million d'exemplaires, soutenu par les titres Ensemble, Tournent les violons, Les Choses, Je voudrais vous revoir ou encore Et l'on n'y peut rien.
Le décès de Carole Fredericks le 7 juin 2001 le marque beaucoup.
En 2002, il rappelle sa troupe de musiciens pour une tournée qui fait l'objet de l'enregistrement en public Un tour ensemble. il s'agit là de la dernière tournée en date et du dernier album à ce jour. Il y rend hommage à Carole Fredericks avec la chanson Juste après.

### Retrait de la scène musicale et publique dans les années 2000
Alors qu'il n’est presque plus remonté sur scène depuis fin 2002, souhaitant une nouvelle vie de père disponible et présent, d’époux attentionné, et qu'il n’a pas sorti de nouvel album non plus, en 2005, lors d’une longue interview à Marseille, Jean-Jacques Goldman confie à son ami et biographe Fred Hidalgo, créateur du mensuel spécialisé « Paroles et musique », sa décision d’arrêter sa carrière.
L'année précédente, il avait lors des Francofolies de la Rochelle
annoncé à ses musiciens que c'était le dernier concert qu'il a effectué avec eux, faisant ainsi ses adieux à la scène et composé une chanson en l'honneur de Michael Jones sur l'album de ce dernier, Le Frère que j'ai choisi puis sorti en fin d'année le single La Chanteuse de bal, une chanson écrite et composée pour Liane Foly.
Il continue cependant à écrire. En 2005, il compose trois titres (textes et musique) et deux textes pour l'album de Patrick Fiori, Si on chantait plus fort. En 2006, il signe les paroles de Viens me chercher dans l'album de Garou, et sort en 2007 4 Mots sur un piano, un titre composé et chanté par Goldman, accompagné de Christine Ricol et Patrick Fiori. C'est son dernier succès en date en tant que chanteur.
En 2009, il écrit pour Calogero le titre C'est dit, adapte deux chansons de Michael Jones (Comme un père et D'hôtel en hôtel) et participe en décembre au concert de Patrick Fiori à Aix-en-Provence.
En 2010, il compose quatre titres et un texte sur le nouvel album de Patrick Fiori, L'Instinct masculin, dont le single Peut-être que peut-être. En novembre 2010, il interprète La Promesse, en duo avec Grégoire. En trente ans de carrière, c'est la seconde fois que Goldman interprète un duo sur une chanson originale qu'il n'a ni écrite, ni composée (après Petite Marie en 1993). En fin d'année, il écrit pour Calogero C'est d'ici que je vous écris, premier extrait du best of de Calogero.
Initialement sollicité pour la composition de la bande originale du long métrage Titeuf, le film, Goldman n'a finalement ni écrit ni composé. Il a malgré tout eu un rôle clé, puisqu'il a réussi à inciter Zep à composer lui-même la musique, avec l'aide de Robert Goldman, Nicolas Neidhardt et Thierry Blanchard. On le retrouve tout de même sur le titre Les filles à quoi ça sert ?, accompagné par Bénabar, Francis Cabrel et Alain Souchon.
En janvier 2011, Jean-Jacques Goldman annonce que son retour en solo n'est pas à l'ordre du jour, et qu'aucun album n'est prévu dans les années à venir. À l'occasion du concert donné par Rockaway à l'Olympia le 15 mai 2011 pour l'association ELA, Goldman interprète Border Song d'Elton John. Le 21 juillet 2011, il donne un concert à Ouveillan pour Les vendanges du cœur en compagnie de Patrick Fiori, parrain de la manifestation, et de Mickaël Miro.
Le 20 juillet 2014, c'est de nouveau à Ouveillan dans l'Aude qu'il vient donner un concert pour les 20 ans des vendanges du cœur en compagnie de Yannick Noah, Patrick Fiori, Pascal Obispo, Tina Arena, Jean-Pierre Mader et son acolyte de toujours, Michael Jones.

### Génération Goldmanet «personnalité préférée des Français»
En 1986, Jean-Jacques Goldman, élu chanteur de l'année aux Victoires de la Musique, est le chanteur français préféré des lecteurs du magazine Salut ! et le meilleur défenseur de la chanson française, après Michel Sardou, pour ceux de Paris-Match puis le chanteur préféré des Français selon Ipsos. Par la suite, il est arrivé 12 fois en tête du palmarès de la personnalité préférée des Français, dont il a existé plusieurs versions, publiées par le JDD mais aussi par Le Parisien, avec deux instituts de sondages différents. Lorsqu'il était arrivé en tête, devant l'abbé Pierre, précédente personnalité en tête, « il avait demandé que son nom soit retiré du classement » et « n'avait accepté d'y être réintégré qu'après le décès du vénérable ecclésiastique » décédé en 2007.
En novembre 2012, sort un album de reprises intitulé Génération Goldman, à l'initiative du label My Major Company, dirigé notamment par Michael Goldman, son fils. Vendu à plus 800 000 exemplaires, il devient l'un des albums les plus vendus de la décennie et relance l’intérêt de la jeune génération pour les chansons de Jean-Jacques Goldman. En décembre de la même année, il écrit et compose le single des Enfoirés, Attention au départ.
En décembre 2012, un sondage du journal Le Parisien consacre Jean-Jacques Goldman « personnalité préférée des Français » parmi un choix de réponses spontanées. Le chanteur n'a alors pas sorti d'album, ni donné de concert ou d'interview depuis une dizaine d'années. Ce classement est notamment à mettre en parallèle avec la sortie récente de l'album Génération Goldman qui est un grand succès.
En mars 2013, il participe à un clip visant à promouvoir les activités de la communauté de l'Arche, qui accueille des personnes handicapées mentales.
Pour le film Papa Was Not a Rolling Stone, il enregistre une version d'Envole-moi en acoustique pure. On apprend par la réalisatrice qu’il y avait un rôle pour lui mais qu’il l’a refusé.
En 2013, le morceau Là-bas est présenté à l’épreuve de français du baccalauréat professionnel. Puis début août, Le Journal du dimanche publie le résultat de son classement des « 50 personnalités préférées des Français », en réintégrant le nom de Jean-Jacques Goldman parmi les 58 propositions faites aux sondés (le chanteur avait été retiré de la liste 10 ans auparavant, à sa propre demande). Le résultat du sondage le propulse à la première place du classement. En janvier 2016, Jean-Jacques Goldman reste la personnalité préférée des Français pour la 6e fois consécutive. Après avoir été détrôné par Omar Sy durant plusieurs mois, le chanteur récupère la première place du classement en décembre 2017. Que ce soit en 2018, 2019, 2020, 2021, 2022, 2023 ou 2024, il reste à la première place du classement. En 2015, Il écrit en réponse que sa gratitude « est infinie » et quelques jours après part en vacances en camping puis dans un hôtel à la montagne où il « déjeune avec tout le monde, sans lunettes de soleil ni casquette », presque personne n'osant l'aborder.
Il écrit Chez nous paru sur l'album Promesse, sorti en 2017, de Patrick Fiori en duo avec Soprano. En 2018, il fait une brève apparition dans le clip d'une chanson qu'il a écrite et composée pour Fiori, Les gens qu'on aime.
Le 2 septembre 2019, il déclare l'ouverture de la quatrième saison de Quotidien, dont il devient le parrain.
Durant l'été 2021, France Bleu célèbre les 70 ans de Jean-Jacques Goldman et Claire Keim raconte la création de 40 tubes.
En 2022, il écrit la chanson Quand pour le groupe Trois Cafés gourmands, premier single d'un album qui paraîtra à l'automne 2022.
En novembre 2023, il écrit Le bonheur est multicolore pour la soprano anglaise Sarah Brightman. Le mois suivant, est dévoilé Pense à nous, morceau écrit pour le violoncelliste Gautier Capuçon.

### L'Héritage Goldman volume 1
Sorti en janvier 2022, L'Héritage Goldman - Volume 1 réunit le Chœur Gospel de Paris, Michael Jones et quelques-unes des plus belles voix de la nouvelle génération (Marina Kaye, Lilian Renaud, Marghe, Mentissa, Cyprien…), autour des grandes chansons de Jean-Jacques Goldman. Le premier opus est réalisé et arrangé par Erick Benzi, collaborateur et ami de longue date de l'artiste.

### L'Héritage Goldman (Spectacle)
C'est un spectacle musical dédié à ses classiques, avec des musiciens originaux tels que Michael Jones et de nouveaux talents de la scène musicale française. Mis en scène par Erick Benzi, le spectacle propose une nouvelle interprétation des chansons représentatives de Goldman. Bien qu'il ne se produise plus, son héritage musical continuera de toucher différentes générations à travers ce projet. La tournée sillonnera la France et l'étranger, offrant aux fans la possibilité de découvrir l'essence de la musique de Goldman dans de grandes salles jusqu'en octobre 2024 : de Porcieu à Lyon, de Paris à Nice et de Lille à Clermont-Ferrand et à Bruxelles.

### Goldman et les médias
Jean-Jacques Goldman a « vécu avec une forme de recul » les critiques, dans des médias comme L'Événement du jeudi et L'Express, se déclarant « assez content de déplaire » à ce qu'il a toujours considéré « comme une caste de gens réactionnaires », qu'il a critiqués en 1985, 1988 ou encore 2023, les évitant à partir du XXIe siècle, en estimant que la présence de « ses petites chansons » dans « la vie des gens » est « plus précieuse que d'être célébré à travers des livres, disques, ou documentaires ». Mais, dès 1975, son premier album avec Tai Phong suscite « l'admiration du magazine Rock & Folk pour la guitare et la voix » et deux critiques positives dans France-Soir et en 1981, la presse voit en lui « avant tout un être intelligent » avec « finesse et culture, sans ostentation », selon la compilation de Jean-Michel Fontaine, spécialiste reconnu et fondateur d’un des sites internet les plus complets sur le chanteur. En mars 1983, juste après sa première grande interview, à Didier Varrod dans Numéros un de, Jean-Louis Foulquier l'invite sur France Inter dans Pollen, les copains d'abord lors du festival des Francofolies de La Rochelle.
Numéros Un de mars 1984 publie une compilation des articles dans la presse généraliste, constatant d'assez bonnes critiques, même si cette dernière déplore de ne pouvoir l'interviewer plus souvent car le chanteur, en se dérobant, manque à « son devoir », même si le magazine explique qu'il est surtout "resté sur ses gardes" pour ne pas apparaître dans ce type de média sous le visage éventuel de "l'homme public", quelques années seulement après l'assassinat de son demi-frère Pierre Goldman, et ses chansons comme "une banale révolte façon soixante huitarde". Le quotidien de gauche Le Matin trouve ainsi « un peu irritant » de le « voir sans cesse étalé à la une de la presse jeune, lui qui vaut beaucoup mieux que ça », car avec lui « une étoile est née », une future « valeur sûre de la chanson française », grâce à « très bonnes idées de chansons », des « mélodies superbes », assez dansantes « faire un malheur dans les boîtes » de nuit et « une espèce d'enthousiasme » qui doit se concrétiser plus de régularité dans la qualité des textes/ Le chanteur fait alors savoir, que méticuleux dans l'écriture, il a toujours en poche un carnet où noter des détails et Le Monde, lui, loue « l'écriture précise » d'un artiste « dépourvu de toute démagogie », qui savoure « le plaisir de jouer avec les mots et les musiques », en « symbiose avec un public heureux d'un partage des émotions spontanément offertes », ce qui fait que « chaque concert est chaleureux, se déroule sur une dynamique irrésistible ». Paroles et Musique, salue aussi « un homme de scène », pas seulement « un collectionneur de tubes », dont les titres des deux derniers albums, Positif et Non homologué, « définissent assez bien la personnalité ».
Numéros Un fait en 1984 l'inventaire des passages parfois critiques, au sein des articles louangeurs de la presse généraliste, observant que Libération a vu dans la chanson Il suffira d'un signe un « signe réellement encourageant pour du très bon » mais déploré que le tube suivant se soit fourvoyé dans une « ritournelle plagiée et sans saveur ». Quand la musique est bonne est en effet un hommage à Tobacco Road de John D. Loudermilk et reprise par de nombreux artistes, plagie effectivement sa trouvaille musicale, selon le livre de l'expert Alister, mais la cite et y fait référence explicitement (« J'ai trop rôdé dans les tobacco road ». Quinze jours après, dans une interview à France Soir, qui salue sa capacité à « toucher le cœur de son public » et observe depuis novembre 1984 un « tourbillon des sollicitations », qui ne « lui laisse aucun temps de répit », le chanteur observe que son succès auprès des médias n'est qu'une « question de circonstances, de mode et de chance » et ne « prouve rien », en espérant « que ses passages répétés ne lasseront pas les téléspectateurs ». Il confiera même n'avoir pas invité ses parents à ce premier Olympia de 1984 car "pour eux cela n'avait aucune signification et qu'il en avait presque honte, comme passer à la télé", alors que s'il avait écrit un livre, trouvé quelque chose en médecine, fait quelque chose de bien, "il en aurait été fier" devant eux.
Quant aux critiques négatives, le chanteur les retourne avec humour via une page de publicité dans Libération du 20 décembre 1985, qu'il fait distribuer lors des concerts, reprenant intégralement les articles de Patrice Delbourg dans L'Evénement du jeudi et L'Express, accompagnés du commentaire « Merci d'être venu quand même ». Le premier, titré « Jean-Jacques Goldman est vraiment nul : l'art de faire le plein avec du vide », « déchaine les passions et colères », notamment dans le courrier des lecteurs, avec un millier lettres de protestations et des dizaines d'abonnements résiliés obligeant l'hebdomadaire à consacrer à « l'affaire ( J.-J. ) Goldman », rédigé Judith Saymal, responsable de «L'Événement des lecteurs » le 19 décembre dans l'édition suivante un article complet en plus d'un éditorial. Marie Muller prend sa défense dans un article humoristique du Nouvel Observateur du 20-26 décembre 1985, admiratif du « chanteur français le plus populaire des années 80 » rappelant un public plus divers que prétendu (un tiers est masculin), mais commet deux bévues, oubliant de préciser que ses deux parents sont français et ne retournant pas son appel, échaudée par des blagues de lecteurs s'étant fait passer pour lui. Patrice Delbourg devenu « l'ennemi intime » du chanteur, signera d'autres textes incendiaires contre Benjamin Biolay et Yves Duteil, notamment dans un livre de 2013,.
Les précédentes biographies du chanteur et celle d’Ivan Jablonka en 2023 diffèrent fortement sur sa relation aux média, Goldman dénonçant dans Le Canard enchaîné une « duperie » dans les livres de ce dernier, parus en 2019 et 2023. En opérant la promotion de celui de 2023, Ivan Jablonka affirme dans plusieurs médias que Goldman « a été honni par la presse intellectuelle de gauche dans les années 1980 »,, qui lui aurait reproché de n'être « pas assez révolutionnaire » et « trop mou », en raison de « la lutte fratricide entre les deux gauches, qui passent au travers de la famille Goldman, puisque le demi-frère de Jean-Jacques, Pierre, était un gauchiste de choc ». Mais son propre livre n'étaie pas cette affirmation, s’en tenant à un article de Rémy Kolpa Kopoul en 1984 dans Libération, mentionnant simplement que Jean-Jacques est « trop gentiment rock pour être rock'n'roll ». Libération était cependant en 1984 un quotidien à l'opposé de celui des années 1970 car entièrement rallié au néolibéralisme, coproducteur la même année avec Bernard Tapie de l'émission Vive la crise, qualifiée de « Groland de droite », prêchant pour un tournant politique encore plus néolibéral et préparant le public à des restrictions drastiques des aides sociales.
L’extrait de l’article de Rémy Kolpa Kopoul cité par Jablonka 39 ans plus tard est sorti de son contexte, l'article étant globalement favorable au chanteur, ne mentionnant sa gentillesse que pour souligner sa popularité et répondre au reportage, lui très sarcastique, paru la veille dans L'Express du 30 mars 1984, qui décrit avec ironie le public de ses concerts comme « une majorité de mouflets. À peine des ados, des pré-ados. Du 12-13 ans » et « tout droit sortis de La Boum 3 », la chanson Au bout de mes rêves, avec une voix « qui s'étrangle dans les aigus », provoquant « une demi-émeute chez les gniards, qui lèvent le poing ».
Comme Rémy Kolpa Kopoul, Sorj Chalandon, autre journaliste de Libération, fut très proche du demi-frère du chanteur, Pierre Goldman, le soutenant lors du procès où il fut acquitté en 1976. La période où avait milité au sein de l'extrême gauche française, entre 1958 et 1966, est elle encore plus ancienne. Ce passé n'a pas empêché Sorj Chalandon de compter parmi les meilleurs amis du chanteur, avec qui il joue régulièrement au tennis. Dès août 1985, dans une interview, Goldman souligne qu'il conserve de l’admiration pour Libération, son seul reproche concernant un autre article, signé par un contributeur extérieur au journal, alors que Rémy Kolpa Kopoul était, lui, un de ses salariés et cofondateurs. Dans ses propos de 2023, Ivan Jablonka, s'appuie sur ceux de la chanteuse Juliette Armanet jugeant « immonde » et « de droite », la chanson Les Lacs du Connemara de Michel Sardou pour interpréter négativement les six mots extraits de l'article de Libération de 1984.
Quand la première tournée débute le 3 mars 1984 en Suisse à Beaulieu, 24 heures publie un article très critique sur le concert de deux heures,.
En juillet 1985, peu après la chanson We Are the World de Bob Geldof, porte-parole du « Band Aid », et juste avant le concert géant en mondiovision dans le plus grand stade football d’Angleterre, Lionel Rotcage et Claude Loupien montrent que seule une petite partie de l’argent levé servira vraiment à combattre la famine de 1984-1985 en Éthiopie, dans un article de Libération titré « 46 francs = 0,02 francs », indisposant le petit groupe d'artistes français invités dans les tribunes par RTL, parmi lesquels Goldman, qui le font savoir à l’auteur lors d’un dîner commun. Sur scène, une pléthore de stars comme Michael Jackson mais aucun Français, malgré deux initiatives dans l’hexagone, Tam Tam pour l’Éthiopie et la Chanson pour l’Éthiopie, écrite par Renaud, dont Goldman a réécrit deux couplets, à une époque où le tiers-mondisme est scruté de près par la fondation Liberté sans frontières, de Claude Malhuret. En octobre, un second article, également dans Libération, titré « Chanteurs sans public », observe cette fois les erreurs d'organisation d’un autre concert pour l’Éthiopie, au parc de La Courneuve le 13 octobre, censé répliquer celui de Londres, mais accueillant dix à quinze fois moins de spectateurs qu’attendu, malgré un duo avec Daniel Balavoine, qui recevra en décembre le prix Sos Racisme pour la chanson L'Aziza écrite pour sa femme Corinne.

### Goldman et la politique
Selon la plupart de ses biographes, le chanteur est attaché au pluralisme politique et limite ses engagements au soutien à des œuvres humanitaires et causes artistiques. Sandro Cassati souligne en 2014 qu'il « se mêle peu de politique ». Selon Fred Hidalgo en 2018, Goldman possède « une culture politique et économique étendue », dans le sillage de ses parents ou de son frère, auteur d’une maîtrise sur les écrits politiques de Jean-Paul Sartre, mais ne s'engage dans aucun camp.
Ivan Jablonka estime au contraire en 2023 que « la mort de Rocard en 2016 » a entraîné « la disparition définitive [du] goldmanisme ». Auteur d'une énième biographie où il « sort régulièrement de ses gonds d’historien pour se faire défenseur apologiste, voire pamphlétaire », il souligne que « Goldman avait accepté d'interroger Michel Rocard » pour Le Nouvel Observateur, trois mois avant l'élection présidentielle de 1988, mais sans préciser qu'il n'était alors pas candidat (François Mitterrand l'ayant informé dès le 5 décembre 1987 qu'il le serait très probablement) ni que le chanteur avait alors dit poser ses questions seulement parce que Michel Rocard n'avait jamais dirigé de gouvernement. Sans s'engager dans la campagne, il s'en était tenu à des questions ciblées sur le statut des fonctionnaires, la valorisation du métier d’instituteur et l’aide apportée à l’Éthiopie ou aux Restos du Cœur, soulignera L'Obs, trente-cinq après, en republiant cet entretien en 2023 après la sortie du livre d'Ivan Jablonka. La couverture du même numéro de l'hebdomadaire de février 1988, titrant « Génération Goldman », fut un « coup médiatique » qui avait immédiatement mis « Jean-Jacques hors de lui », rappellera un autre biographe. Peu avant l'effondrement du Parti socialiste (PS) aux législatives de 1993, dans une brasserie de Conflans-Sainte-Honorine, petite ville dont Rocard restait maire, Goldman déclare « le PS je m’en fiche, ce qui m’ennuierait c’est que Michel Rocard ne soit pas à l’Assemblée nationale »,.
L'ex-premier ministre, alors marginalisé par le président François Mitterrand au sein du PS, affronte dix mois après, la candidature de Bernard Tapie aux européennes de 1994, encouragée par l'Élysée. Tapie y battant Rocard, le chanteur prend le temps, en 1994 aussi, de se présenter dans les médias avec le footballeur Jacques Glassmann, « sorte de lanceur d'alerte avant l'heure », dénonciateur dès 1993 de la tentative de corruption de Bernard Tapie sur deux de ses coéquipiers et lui-même, sans craindre la domination des médias par Tapie ni d'être sifflé dans les stades, avait rappelé l'historien Yvan Gastaut dès janvier 2023. Goldman a dédié au sportif la chanson Footez-moi la paix et préfacé son livre.

### Soutien aux œuvres humanitaires
Jean-Jacques Goldman a depuis longtemps mis son talent au profit d'œuvres humanitaires, notamment :
- le concert des Potes à la Concorde le 15 juin[60];
- sa participation au collectif Chanteurs sans frontières (sous la direction de Renaud) dans la chanson SOS Éthiopie pour laquelle il imposera à Renaud une modification du texte[60];
- sa participation à l'association Les Restos du cœur, pour laquelle il compose La chanson des Restos, devenant le principal organisateur de l'association à la mort de Coluche ;
- sa participation à « Dernier matin d'Asie » (collectif Sampan) en faveur des boat-people ;
- ses participations au Sidaction, Solidarité Asie, Solidarité inondation, etc.

En 1993, il chante Petite Marie de Francis Cabrel avec Patrick Fiori et Jay pour l'album Les enfants de la Terre.
En 1995, en compagnie de vignerons d’Ouveillan, un petit village audois, il crée « les Vendanges du Cœur » ; associant deux divinités mythiques, Apollon et Bacchus, ce geste de solidarité organisé chaque été au profit des « Restos du cœur » débuta par un concert béni de Zeus. Goldman fait d'ailleurs partie des personnalités publiques participant aux actions annuelles des « Restos du cœur », en tant qu'initiateur (sous l'impulsion de Coluche) et comme l'un des organisateurs du concert et des disques réalisés sous le nom collectif Les Enfoirés, qui rencontrent chaque année un important succès et génèrent 20 % des recettes de l'association (en additionnant les recettes des concerts et des ventes de CD / DVD). De 1986 à 1992, il est le parrain de l'association, avant de passer le flambeau à Muriel Robin.
Le 9 janvier 2012, sort le single des Enfoirés : Encore un autre hiver, coécrit par Goldman en collaboration avec Grégoire et composé par ce dernier. À l'été 2012, sort le premier single du groupe Circus, Sur un fil ; le groupe se compose des chanteurs Calogero, Stanislas et Philippe Uminski, ainsi que d'Elsa Fourlon et Karen Brunon. Le titre est composé par Calogero et Stanislas, et le texte est signé Jean-Jacques Goldman.
Le 9 janvier 2015, sort Toute la vie, nouveau single que Goldman a écrit pour les Enfoirés. La chanson provoque une polémique en France au début du mois de mars 2015. Selon certaines critiques, le clip et les paroles de la chanson opposent les générations et donnent une image fausse de la jeunesse, ce qui conférerait à la chanson un caractère « réactionnaire ». Goldman, surpris par les réactions négatives, répond à la polémique de manière décalée. Néanmoins, l'ambiance se ternit, la polémique met au jour des dissensions larvées au sein du collectif sans cesse étoffé (aspect qui a également suscité des critiques, visant aussi bien l'intégration d'acteurs ou de sportifs, que la présence jugée opportuniste de personnalités dont la carrière personnelle est en perte de vitesse, qui se serviraient de l'œuvre caritative pour redorer leur image publique).
En 2016, après avoir été pendant trente ans le « chef d’orchestre » du spectacle des Enfoirés, Jean-Jacques Goldman quitte cette troupe d'artistes, « pour vivre d’autres aventures ». Il se juge désormais « trop âgé pour continuer à représenter l’esprit des Enfoirés », indiquant à ce propos : « On prépare la relève depuis quelques éditions aux Enfoirés. […] Une équipe rajeunie prend de plus en plus les choses en main et de jeunes artistes s’impliquent. […] À 65 ans et après trente ans d’Enfoirés, je crois qu’il est temps de passer la main. Je n’ai plus la créativité, les idées, la modernité que nécessite une telle émission ».
Le 23 mars 2020, il reprend l'air d’Il changeait la vie avec de nouvelles paroles en soutien aux personnels toujours en activité durant la pandémie de coronavirus. En novembre 2020, il offre le violon électrique avec lequel il a joué durant la tournée Un tour ensemble pour une tombola organisée par Julien Doré en faveur des sinistrés de la tempête Alex, dans les Alpes-Maritimes.
En 2022, il accorde une interview exceptionnelle à des lycéens de Montpellier, dans le cadre d'un livre réalisé pendant la pandémie de Covid-19 sous la direction de leur professeur de français Patrick Loubatière. Le livre est publié au profit de la Croix-Rouge française et récolte en peu de temps 8 876 euros pour l'association d'aide humanitaire.
Pour le défilé du 14 juillet 2025, il compose une chanson et en donne tous les droits pour le Bleuet de France. La chanson est la dernière musique chanté du défilé.

## Influences
Pendant ses études à Lille, il craque pour Léo Ferré en allant voir le groupe Zoo qui fait sa première partie. « J'ai compris que c'était possible en français… La force des mots, le choc des notes. Ferré m'a eu ! » dira-t-il.
Jean-Jacques Goldman est également fan du groupe Status Quo. Il écrit en hommage à ce groupe la chanson The Quo's in Town Tonite, enregistrée sur l'album Chansons pour les pieds.
Il a été également influencé par Aretha Franklin, notamment la chanson Think, à laquelle il fait référence dans la chanson 1,2,3 qu'il interprète avec Carole Fredericks et Michael Jones.
Il s'inspire également de Mark Knopfler, guitariste et chanteur du groupe Dire Straits, auquel il fait référence dans Des Vies chantée avec Carole Fredericks et Michael Jones en 1995, aussi bien dans le rythme proche de sultans of swing que dans les solos de guitare de Michael Jones.
Plus généralement, il est influencé par le blues (Elmore James avec une reprise de Dust My Broom), B.B. King, Johnny Winter et le rock. Des artistes comme Angus Young d'AC/DC, Jimmy Page de Led Zeppelin lui ont permis de devenir un guitariste soliste qualifié d'excellent par Louis Bertignac, à l'occasion d'une reprise de "vas-y guitare" avec Michael Jones et Louis Bertignac. Il est également influencé par le rock progressif, comme en témoigne son premier groupe Taï Phong et certains de ses morceaux en solo ou avec Carole Fredericks et Michael Jones.
Concernant ses influences blues, on peut citer sa participation à des titres comme Rollin' and Tumblin', Tobacco Road et Key to the Highway dans les albums Autour du blues, et aussi son improvisation au début de Je commence demain à Taratata et aussi en live (album Sur scène).
En 2012, dans un documentaire de France 5, Jean-Jacques Goldman témoigne de l'importance qu'eut le scoutisme dans sa jeunesse. C'est là qu'il emprunte pour la première fois une guitare, qu'il apprend à accompagner un groupe qui chante.

## Discographie

### Au sein du groupe Taï Phong
- Taï Phong (album 1975)
- Sister Jane (45 tours, 1975)
- North for winter (if you're headed) (45 tours, 1975)
- Windows (album 1976) Follow me (45 tours, 1977)
- Back again (45 tours, 1978)
- Last Flight (album 1979)
- Fed Up (45 tours, 1979)
- Rise above the wind (45 tours, 1979)
- Les Années Warner (compilation 1984)
- I'm your son (45 tours, 1986)

### Carrière solo
| - 1981 : Jean-Jacques Goldman (Démodé) - 1982 : Jean-Jacques Goldman (Minoritaire) - 1984 : Positif - 1985 : Non homologué - 1987 : Entre gris clair et gris foncé - 1997 : En passant - 2001 : Chansons pour les pieds | - 1986 : En public - 1989 : Traces - 1999 : Tournée 98 En passant - 2003 : Un tour ensemble | - 1991 : L'Intégrale 81/91 - 1996 : Singulier 81/89 - 2000 : L'Intégrale 90/00 - 2008 : La Collection 81-89 - 2012 : La Collection 1990–2001 |  |

#### Chansons sorties en singles ou diffusées en extrait promo
Entre parenthèses, le nom de l'album où se trouve le titre (sauf indication, album de Jean-Jacques Goldman).
- Il suffira (d'un signe) (Jean-Jacques Goldman) - 1981
- Quelque chose de bizarre (Jean-Jacques Goldman) - 1982
- Quand la musique est bonne (Minoritaire) - 1982
- Comme toi (Minoritaire) - 1983
- Au bout de mes rêves (Minoritaire) - 1983
- Envole-moi (Positif) - 1984
- Encore un matin (Positif) - 1984
- Long Is the Road (Américain) (Positif) - 1984
- Je marche seul (Non homologué) - 1985
- Je te donne (Non homologué) - 1985
- Pas toi (Non homologué) - 1986
- La Vie par procuration (En public) - 1986
- Medley (En public) - 1987
- Elle a fait un bébé toute seule (Entre gris clair et gris foncé) - 1987
- Là-bas (Entre gris clair et gris foncé) - 1987
- C'est ta chance (Entre gris clair et gris foncé) - 1988
- Puisque tu pars (Entre gris clair et gris foncé) - 1988
- Il changeait la vie (Traces) - 1988
- Peur de rien blues (Traces) - 1989
- Elle attend (Singulier et Non homologué (réédition)) - 1996
- Les derniers seront les premiers (album Live à Paris de Céline Dion) - 1996
- Sache que je  (En passant) - 1997
- On ira (En passant) - 1997
- Quand tu danses (En passant) - 1998
- Le coureur (En passant) - 1998
- Bonne idée (En passant) - 1998
- Tout était dit (En passant) 1998
- Pas toi (Tournée en passant) - 1999
- Nos mains (Tournée en passant) - 1999
- Le Rapt (Tournée en passant) - 1999
- Elle ne me voit pas (BO du film Astérix et Obélix contre César) - 1999
- Bélénos (BO du film Astérix et Obélix contre César) - 1999
- Ensemble (Chansons pour les pieds) - 2001
- Tournent les violons (Chansons pour les pieds) - 2002
- Les Choses (Chansons pour les pieds) - 2002
- Je voudrais vous revoir (Chansons pour les pieds) - 2002
- Si je t'avais pas (Chansons pour les pieds) - 2003
- Et l'on n'y peut rien (Un tour ensemble) - 2003
- Envole-moi (Un tour ensemble) - 2003
- Petite Fille (Un tour ensemble) - 2003
- 4 mots sur un piano, avec Patrick Fiori et Christine Ricol - 2007
- La Promesse, avec Grégoire (La Promesse de Grégoire) - 2011
- À quoi ça sert ? (BO du film Titeuf) - 2011

#### Chansons hors albums
- Chansons issues des trois 45 tours enregistrés entre 1975 et 1979, sur le CD Les Années Warner : C'est pas grave papa, Jour bizarre, Tu m'as dit, Laetitia, Back to the City again et Les Nuits de solitude
- P'tit blues peinard (disponible en face B du 45 tours Américain (Long is the Road) et sur le CD Quelques choses bizarres de l'intégrale 81-91)
- La Chanson des Restos, pour l'association Les Restos du cœur créée par Coluche (disponible sur le CD Quelques choses bizarres de l'intégrale 81-91)
- Slow Me Again (sorti en 1978 et disponible en 45 tours, maxi 45 tours et 2 versions maxi 45 tours promo)
- Just a dream (version anglaise de Les Nuits de solitude est disponible uniquement sur la face B du maxi 45 tours Slow Me Again sorti en 1978)

En 2004, il participe au CD Agir Réagir en faveur des sinistrés du séisme qui a secoué la région d'Al Hoceïma, au Maroc le 24 février.
- L'Absence, enregistrée sur l'album Urgences en faveur de la lutte contre le sida en 1992, chanson d'abord écrite pour Rose Laurens.
- Medley (Quand la musique est bonne, Au bout de mes rêves, Comme toi, Long is the road, La Vie par procuration, Pas toi) (Disponible en face B du 45 tours Il suffira d'un signe (sur scène) et en titre 2 sur le single du même nom.
- Je m'en vais demain sur l'album À toi et ceux de Dan Ar Braz (en duo) en 2004.
- Ici les Enfoirés pour le spectacle de 2009, intitulé Les Enfoirés font leur cinéma, sur la musique de In the Army Now (chanson écrite en 1981 par Rob et Ferdi Bolland et popularisée en 1986 par le groupe Status Quo).
- Si l'on s'aimait, si pour le spectacle de 2010, intitulé Les Enfoirés... la Crise de nerfs, sur la musique de I Was Made For Loving You du groupe Kiss, avec des paroles réécrites (en collaboration avec Bénabar).
- Encore un autre hiver pour le spectacle de 2012, intitulé Le Bal des Enfoirés, chanson entièrement composée et écrite par Jean-Jacques Goldman en collaboration avec Grégoire.
- Attention au départ pour le spectacle de 2013, intitulé La Boîte à musique des Enfoirés, composée et écrite par Jean-Jacques Goldman.
- La Chanson du bénévole pour le spectacle de 2014, intitulé Bon anniversaire les Enfoirés, écrite par Jean-Jacques Goldman et composée par Frédéric Chateau.

### Au sein du trio Fredericks Goldman Jones
| - 1990 : Fredericks Goldman Jones - 1993 : Rouge | - 1992 : Sur scène - 1995 : Du New Morning au Zénith | - 2000 : Pluriel 90/96 |

#### Participations
- Chanson d'amour sur l'album Maronnage de Malavoi (1998) (en duo avec Édith Lefel) (reprise de Chanson d'amour (...!) de l'album Fredericks Goldman Jones)

### Chansons écrites pour d'autres
Jean-Jacques Goldman a écrit et composé pour de très nombreux artistes ; il a particulièrement collaboré avec Johnny Hallyday pour qui il a entièrement écrit et composé l'album Gang en 1986, puis produit Lorada en 1995, et avec Céline Dion sur D'eux en 1995, S'il suffisait d'aimer en 1998, Une fille et quatre types en 2003 et Encore un soir en 2016.
Outre les chansons écrites et composées pour les groupes dont il a fait partie, Jean-Jacques Goldman a ainsi depuis 1980 (co)écrit et/ou (co)composé 125 chansons[réf. souhaitée] (éventuellement sous des pseudonymes, voir plus bas), pour les interprètes[réf. souhaitée] : Céline Dion (29 chansons), Patrick Fiori (13), Johnny Hallyday (12), Patricia Kaas (8), Carole Fredericks (5), Garou (4), Florent Pagny (4), Khaled (4), Marc Lavoine (4), Maurane (4), Christophe Willem (3), Anne-Marie Batailler (2), Dan Ar Braz (2), France D'Amour (2), J.L.B. (2), Lââm (2), Liane Foly (2), Michael Jones (2), Calogero (2), Audrey Sara (1), Catherine Ferry (1), Christine Ricol (1), Christophe Deschamps (1), Christopher Thompson (1), Danielle Messia (1), Elli Medeiros (1), Émile et Images (1), Émilie Bonnet (1), Gérald de Palmas (1), Gildas Arzel (1), Idir (1), Jane Surrey (1), Janic Prévost (1), Jeane Manson (1), Jean-Marie Bigard (1), Joe Cocker (1), Julie Zenatti (1), Linda Singer (1), Lorie (1), Maxime Le Forestier (1), Philippe Lavil (1), Poetic Lover (1), Ray Charles (1), Richard Cocciante (1), Robert Charlebois (1), Roch Voisine (1), Rose Laurens (1), Sabrina Lory (1), Stephan Eicher (1), Yannick Noah (1), Hélène Ségara, Zaz (1), Emmanuel Moire (1) et Trois Cafés gourmands (1).
Certaines des chansons qu'il a écrites pour les autres ont été faites en collaboration avec J. Kapler, pseudonyme de son frère Robert Goldman, notamment les chansons pour Florent Pagny.
On peut y ajouter la Chanson des Restos, écrite et composée en 1986 pour Coluche et les Restos du cœur, l'adaptation de Ici les Enfoirés en 2009, ainsi que plusieurs chansons écrites et composées pour le scoutisme ou une chorale.
Jean-Jacques Goldman a écrit la plupart de ces chansons en utilisant son propre nom, mais il a parfois fait usage de pseudonymes, dans le but, comme il le confiera, de s'effacer et de donner toute leur place à la chanson et aux interprètes. De 1979 à 2004, Il a ainsi écrit sous les noms de :
- « Sweet Memories » : deux chansons également interprétées par lui sous ce même pseudonyme en 1979, puis six autres chansons pour cinq interprètes de 1982 à 1984 ;
- « First prayer » : deux chansons également interprétées par lui sous ce même pseudonyme en 1980 ;
- « Sam Brewski » : sept chansons pour sept interprètes de 1991 à 2004 ;
- « O. Menor » : trois chansons pour Marc Lavoine en 1993 (ce pseudonyme est une transcription phonétique de « homme en or », jeu de mots avec la traduction de l'anglais gold man ; Marc Lavoine utilisa d'ailleurs pour l'occasion le pseudonyme « M. Oats », oats signifiant « avoine » en anglais).
- Farid Medjane, l'ancien batteur du groupe Trust, confirmera en 2010 une information qui était connue des fans du groupe : Jean-Jacques Goldman a composé le titre Serre les poings figurant dans l'album Rock 'n' roll paru en 1984. « Mais la maison de disques n'avait pas son tube. Du coup, ils ont mandaté Jean-Jacques Goldman pour en écrire un ! C'était Serre les poings (titre aux synthés ultra-commerciaux, très décrié par les fans à l'époque, NDLR). » « L'histoire est restée confidentielle car il n'apparaît pas dans les crédits de l'album, mais oui. Nous avons même passé une semaine chez vous dans le Var, au studio Miraval, pour mettre ce titre en boîte et Jean-Jacques était là[141].»

### Compositions
Jean-Jacques Goldman a composé plusieurs bandes originales de films :
- L'Union sacrée, co-composée avec Roland Romanelli avec notamment le Thème de Lisa, en 1989 ;
- Pacific Palisades, avec entre autres une chanson avec Ray Charles. Générique chanté par Sabrina Lory, en 1990 ;
- Astérix et Obélix contre César, co-composée avec Roland Romanelli, avec notamment la chanson Elle ne me voit pas, en 1999.

Il a également composé les génériques de plusieurs émissions :
- Taratata (une version ré-arrangée du solo de guitare figurant au milieu de la chanson Rouge) ; on notera à ce propos que, lors du 2e numéro de l'émission, Goldman est venu au secours de son ami Nagui en remplaçant l'invité principal, William Sheller, qui s'était décommandé à la dernière minute[142],[143] ;
- Les Aventures du bien.

La musique utilisée lors des rassemblements de la campagne présidentielle de Lionel Jospin en 1995 était une version ré-arrangée de la partie instrumentale de Il changeait la vie ; ceci a été réitéré pour la campagne 2002, avec cette fois la chanson Ensemble.

### Palmarès
Note : le classement en Belgique francophone n'étant en fonction que depuis avril 1995, les ventes des titres antérieurs ne sont pas évaluées avant cette date.

## Vidéographie
- Carnet de route 1981 à 1986 (1987)
- Vidéoclips 1981/1989 (1989)
- Traces (1989)
- Au New Morning (1995)
- Tours et détours (1995)
- En passant tournée 98 (1999)
- Souvenirs de tournées (2000)
- Du New Morning au Zénith (2000)
- Intégrale des clips 1981/2000 (2000)
- Chronique d'un album (2001) (DVD promotionnel interdit à la vente, inclus dans le programme de la tournée 2002)
- Un tour ensemble (2003)
- Comment tournent les violons (2004) réalisé par Gilbert Namiand (DVD promotionnel interdit à la vente)
- Jean-Jacques Goldman, de Coluche à Céline Dion (2017), portrait documentaire réalisé par Véronick Dokan et co-écrit par Laurent Boyer & Laurence Gerbi.

## Au cinéma

### Film représentant Jean-Jacques Goldman en 1976
Ulysse Dutilloy incarne Jean-Jacques Goldman jeune et apparaît à cinq reprises dans le film Le Procès Goldman, réalisé par Cédric Kahn et sorti le 27 septembre 2023, avec un bon accueil de la critique, qui raconte à partir des articles de presse de l'époque le procès en appel de son frère Pierre Goldman après sa condamnation à la prison à perpétuité dans l'affaire du double meurtre du boulevard Richard Lenoir le 19 décembre 1969.

### Films utilisant des chansons de Jean-Jacques Goldman
- 1989 : L'Union sacrée
- 1990 : Pacific Palisades
- 1997 : Le Cousin (Aïcha)
- 1999 : Astérix et Obélix contre César
- 1999 : Mon père, ma mère, mes frères et mes sœurs… (Elle a fait un bébé toute seule)
- 2000 : La ville est tranquille (Pas toi)
- 2002 : Les Femmes... ou les enfants d'abord... (L'Envie)
- 2002 : La Mentale (Je te promets)
- 2018 : Lola et ses frères (On ira)
- 2024 : Heureux Gagnants (Quand la musique est bonne)

## Streaming
Jean-Jacques Goldman a été pendant plusieurs années l'un des seuls grands artistes français à refuser que ses musiques soient reprises sur les catalogues des plateformes musicales numériques (excepté celui de Youtube), sans en donner aucune raison,,. Le 23 août 2019, ses chansons sont enfin publiées sur les principales plateformes de streaming (Spotify, Apple Music, Deezer),.

## Livres et études
- Jean-Jacques Goldman - Chansons pour les yeux est un livre publié par Delcourt le 6 novembre 2024. L'album voit 12 de ses chansons emblématiques comme "Tournent les violons" et "La vie par procuration" ... dessiné par des grands noms de la bande dessinée comme Zep et Olivier Jouvray.
- L'animateur de radio Didier Varrod, auteur en 1987 avec Christian Page de la biographie Goldman portrait non conforme, fut l’un des premiers à s'y intéresser, se disant frappé dès leur rencontre en 1982 par « son intelligence, sa lucidité par rapport à son métier, son extrême sensibilité »[155].
- Le chanteur a fait savoir dans la presse en août 2023 qu'il désapprouve l'emballement médiatique précédant et accompagnant la sortie quelques jours plus tôt d'une autre biographie, non autorisée, par l'historien Ivan Jablonka, qui avait déjà évoqué Goldman longuement dans un livre consacré à un autre sujet en 2019[156] : Une de Libération, du Parisien, de l'Obs, du Point, de nombreux articles dans la presse . Le chanteur a rappelé que ses proches ont refusé de rencontrer Ivan Jablonka : « je n'ai jamais rencontré cet auteur, mes amis non plus, et je suis triste pour tous les gens qui se font duper en achetant ces livres qui parlent de moi »[157],[2]. Ivan Jablonka avait multiplié les interprétations politiques personnelles dans le livre et dans médias, estimant que « Goldman, c'est un peu l'Arc Triomphe au bout de l'avenue », un symbole de « la deuxième gauche »[2], l'« équivalent de Michel Rocard en politique »[2], Goldman ayant selon lui « inventé une gauche pragmatique qui parle à des millions de Français ». Le Canard enchaîné précise que Jablonka avait « sollicité des entretiens avec Goldman, les membres de sa famille et ses plus proches amis, qui ont tous refusé »[2], puis a affirmé le contraire dans le livre dans la presse, prétendant n'avoir pas recherché ces entretiens[2] mais seulement l'accès aux archives privées du chanteur. L'historien a ensuite reconnu que son livre était aussi, « en creux, un portrait » de lui-même[158],[159] tout en se justifiant de l'avoir écrit sans parler à aucun proche du chanteur[159] et en affirmant qu'il ne serait pas la cause de la tristesse de Goldman[159]. Dans son livre de 2019[156], Ivan Jablonka avait émis la théorie d'une « morale Goldman », selon lui « forgée dans un foyer collectif, celui des Juifs laïcs épris de la France des Lumières et des droits de l’homme »[156]. Cette « morale Goldman » aux contours très ambitieux, reposerait selon ce livre sur quatre piliers, un parti pris de modestie (faire profil bas, reconnaître que l’on est « démodé »), un idéal méritocratique (ne compter que sur sa volonté et son courage), la douceur (être un homme tendre, adopter une masculinité non violente), la nécessité de la gratitude (être heureux de vivre, alors que d’autres ont été tués, comme la petite Sarah dans Comme toi[156].
- La scénariste Carine Hazan a publié un roman intitulé Jean-Jacques (HarperCollins, 2021). Le livre met en scène avec humour un tournage de film dans les rues de Marseille où habite alors Goldman. La narratrice-fan se lance à la recherche de son idole[160].
- Dans son roman Requiem pour la classe moyenne (éditions Noir sur Blanc, 2023), Aurélien Delsaux imagine, dans son premier chapitre, qu'une radio annonce la mort de Jean-Jacques Goldman, puis, in fine, qu'elle retransmet un concert donné place des Terreaux, à Lyon en hommage au chanteur.